# Glossophobie

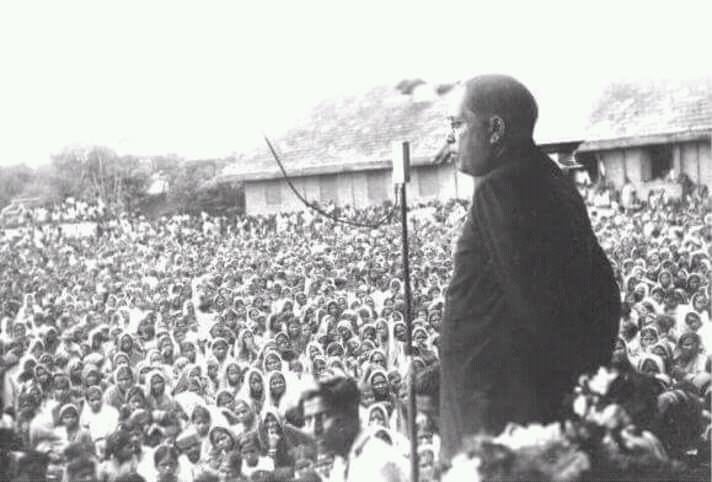
S'adresser à une foule engendre un stress chez de nombreuses personnes.

La glossophobie est la peur de parler en public, devant un groupe plus ou moins grand. C'est une peur commune et répandue, jusqu'à 75 % de la population ressent un certain degré de peur pour parler en public. La glossophobie est l'une des phobies les plus courantes qui existent.

## Étymologie
Le mot vient du grec ancien γλῶσσα / glôssa, qui signifie « langue », et de φόβος / phóbos, « peur ».

## Symptômes
Les symptômes incluent :
- une intense anxiété avant, ou tout simplement à l'idée d'avoir à communiquer en public ;
- évitement des événements qui concentrent l'attention sur les individus présents ;
- détresse physique, nausées ou sentiments de panique dans diverses circonstances.

Les plus gros symptômes de la glossophobie peuvent être classés en trois catégories : physique, verbale et non verbale. Les symptômes physiques résultent de la partie sympathique du système nerveux autonome (SNA) qui interprète la situation comme un combat.
Depuis le modus operandi, ou le mode opératoire, le système sympathique est tout-ou-rien, la sécrétion d'adrénaline produit un large éventail de symptômes à la fois, censés améliorer notre capacité à combattre ou fuir un scénario angoissant. Ces symptômes comprennent une amélioration de l'ouïe, l'augmentation du rythme cardiaque, l'augmentation de la pression artérielle, la dilatation des pupilles, une transpiration accrue, l'augmentation de l'apport d'oxygène, un raidissement de la nuque et des muscles du dos et un assèchement de la bouche,. Certains d'entre eux peuvent être soulagés par des médicaments tels que les bêta-bloquants, qui se lient aux récepteurs d'adrénaline du cœur, par exemple[réf. nécessaire]. Les symptômes verbaux incluent une voix tendue, tremblante. Une forme d'anxiété de la parole est l'anxiété de la parole dysfonctionnelle, dans laquelle l'intensité de la réaction de lutte ou de fuite empêche un individu d'agir efficacement.
Beaucoup de personnes rapportent des troubles du langage induits par le stress et qui ne sont présents que pendant le discours public. Certains glossophobiques ont pu danser, faire quelque chose en public, ou même parler (comme dans une pièce de théâtre) ou chanter s'ils ne peuvent voir le public, ou s'ils estiment représenter un personnage de scène plutôt qu'eux-mêmes. Être capable de se fondre dans un groupe (comme dans un chœur ou orchestre) peut aussi soulager une certaine anxiété causée par la glossophobie[réf. nécessaire].
Environ 75 % de toutes les personnes éprouvent un certain degré d'anxiété ou nervosité lorsqu'ils parlent en public.

## Causes
Une grande partie des phobies apparaissent dans l'enfance ou dans l'adolescence. Elle est souvent une addition de la génétique et de facteurs environnementaux, biologiques et psychologiques. La glossophobie est le plus souvent liée à ses expériences antérieures notamment dû à une mauvaise expérience lors d'une prise de parole en public. Elle peut apparaître à la suite d'une invitation à parler à un groupe sans préparation préalable, si celle-ci ne se passe pas bien, la crainte de parler en public peut alors surgir.
La glossophobie est la peur de parler en public. Des recherches considérables ont été menées pour tenter d'établir les causes de la glossophobie et un certain nombre d'entre elles ont été suggérées. Une première explication est que ces angoisses sont un symptôme spécifique de l'anxiété sociale produite par la peur liée à la réaction de lutte ou de fuite, qui est produite par une menace perçue. L'angoisse sociale déclenche une réaction de défense forte du système nerveux sympathique pour être en alerte et se préparer à courir, à combattre, se cacher ou faire le mort. La glossophobie serait donc liée à la condition psychiatrique connue sous le nom de trouble d'anxiété sociale ("TAS"). Ce trouble est caractérisé par une prédisposition mentale à croire que les interactions sociales entraîneront un jugement négatif sévère de la part des autres et de mauvais résultats en raison de ce jugement. Ainsi, avant que l'interaction sociale ne se produise, par exemple un discours public, l'individu crée des pensées négatives d'échec, de crainte et l'idée d'être incapable, produisant des sentiments négatifs et des réponses physiologiques[réf. nécessaire].
Les individus qui souffrent de TAS s'engagent dans une visualisation et un discours intérieur négatifs qui freinent leur attention et leur capacité à rester concentrés et épuisent leur puissance cognitive et leur énergie physique. Les personnes souffrant de TAS croient qu'elles ne sont tout simplement pas douées pour parler en public, établissant une croyance comme un fait et étant victimes d'un phénomène psychologique populaire connu sous le nom de prophétie auto-réalisatrice. De plus, les personnes souffrant de TAS ajoutent une pression mentale supplémentaire du fait qu'elles s'attendent généralement à ce que les autres les apprécient ou les acceptent, mesurent leur valeur personnelle en fonction de leurs performances en matière d'interaction sociale et croient que montrer ses émotions équivaut à montrer sa faiblesse[réf. nécessaire].
Une étude a été menée auprès de 59 individus diagnostiqués comme souffrant de TAS et de 63 individus non anxieux. Dans cette étude, les participants ont été engagés dans un discours public inattendu, ont reçu une appréciation positive ou neutre standardisée et ont été invités à se souvenir de leur appréciation positive cinq minutes plus tard et une semaine après leur performance inattendue. Les individus souffrant de TAS se sont souvenus de leur appréciation positive de manière moins positive que ce qu'il avait été, alors que certains individus non anxieux se sont souvenus de leur appréciation négative de manière plus positive, ce qui suggère une volonté d'autoprotection pour maintenir leur estime de soi.
En outre, d'autres causes clés de cette anxiété ont été identifiées comme étant la nouveauté de l'expérience, les caractéristiques de l'auditoire, l'illusion de transparence et le degré auquel l'orateur identifie la prise de parole en public comme une performance plutôt que comme un acte de communication.

### Aspects évolutionnistes
L'hypothèse selon laquelle la peur de parler en public est due à des adaptations évolutives est très plausible.
Parler en public est une peur très largement répandue chez les adultes, même si cela ne semble pas être au premier abord une situation potentiellement dangereuse. En réalité, être le centre d'attention d'un groupe de personnes rend un individu particulièrement vulnérable. Si un orateur public dit quelque chose que son public trouve offensant, il risque une réaction négative qui peut aller de l'abus verbal à l'attaque physique. Avoir un public nombreux et important amplifie grandement le risque.
Une mauvaise parole peut facilement réduire le statut général de l'orateur dans un groupe et avoir des effets en cascade sur des choses comme l'accès aux ressources et aux partenaires potentiels. Cela permet d'expliquer pourquoi l'évolution a favorisé la glossophobie. Un individu ne souffrant pas de glossophobie pourrait tendre à avoir une parole publique non maîtrisée et entraîner des conséquences négatives.

Selon le biologiste Glenn Croston, pour les premiers humains, être mis à l'écart de leur groupe social était probablement synonyme de mort. Tout ce qui menaçait leur statut au sein du groupe social, comme la menace d'ostracisme, était un risque très important. La peur de parler en public est si grande parce que nous n'avons pas simplement peur d'être embarrassés ou jugés ; nous avons peur d'être rejetés du groupe social et de devoir nous défendre seuls.
« Nous avons tellement peur de l'ostracisme aujourd'hui, semble-t-il, plus que la mort, car il n'y a pas si longtemps, être expulsé du groupe était probablement une condamnation à mort. »
La nature du défi représenté par la prise de parole en public est aujourd'hui substantiellement différente de celle qui existait durant la Préhistoire et le stress qui autrefois était bénéfique peut être aujourd'hui un handicap.

## Aides et soulagements
Des cours de parole en public permettent de réduire cette peur en grande partie. Quelques personnes affectées se sont tournées vers certaines drogues ou médicaments, comme les béta-bloquants qui permettent de traiter temporairement leur peur. L'EFT, Techniques de liberté émotionnelle, les psychothérapies, la sophrologie, et surtout les thérapies cognitivo-comportementales (TCC), peut être également une alternative pour réduire l'état de stress.
La thérapie d'exposition est l'une des formes de traitement les plus courantes et les plus efficaces pour les personnes souffrant de phobies, dont la glossophobie. La thérapie d'exposition consiste à exposer le patient à sa peur pendant une période donnée. L'utilisation de la réalité virtuelle semble être également efficace.